# Haralambie Ivanov
Haralambie Ivanov (Crișan, 23 de febrero de 1941-Crișan, 22 de agosto de 2004) fue un deportista rumano que compitió en piragüismo en la modalidad de aguas tranquilas.
Participó en dos Juegos Olímpicos de Verano en los años 1964 y 1968, obteniendo una medalla de plata en México 1968 en la prueba de K4 1000 m. Ganó cinco medallas en el Campeonato Mundial de Piragüismo,en los años 1963 y 1966.

## Palmarés internacional
| Juegos Olímpicos   | Juegos Olímpicos          | Juegos Olímpicos  | Juegos Olímpicos |
| Año                | Lugar                     | Medalla           | Evento           |
| ------------------ | ------------------------- | ----------------- | ---------------- |
| 1968               | Ciudad de México (México) | Medalla de plata  | K4 1000 m        |
| Campeonato Mundial |                           |                   |                  |
| Año                | Lugar                     | Medalla           | Evento           |
| 1963               | Jajce (Yugoslavia)        | Medalla de oro    | K1 4 × 500 m     |
| 1963               | Jajce (Yugoslavia)        | Medalla de oro    | K2 500 m         |
| 1963               | Jajce (Yugoslavia)        | Medalla de oro    | K2 1000 m        |
| 1963               | Jajce (Yugoslavia)        | Medalla de plata  | K4 1000 m        |
| 1966               | Berlín Oriental (RDA)     | Medalla de bronce | K1 4 × 500 m     |